# Мангория, Майкл Диди Адгум
Майкл Диди Адгум Мангория (англ. Michael Didi Adgum Mangoria; род. 1 января 1959, Энгот, Судан) — суданский прелат. Коадъютор епископа Эль-Обейда с 29 мая по 15 августа 2010. Апостольский администратор Эль-Обейда с 15 августа 2010 по 28 октября 2013. Епископ Эль-Обейда с 28 октября 2013 по 15 августа 2015. Коадъютор архиепископа Хартума с 15 августа 2015 по 10 декабря 2016. Архиепископ Хартума с 10 декабря 2016. 